# Richard Beymer
George Richard Beymer, Jr. (Avoca (Iowa), Estados Unidos, 20 de febrero de 1938) es un actor estadounidense popular por su papel de Tony Wyzek en la película de 1961, West Side Story y en la serie de televisión Twin Peaks de 1990. Hizo su debut actoral en la película Estación Termini de 1953. En el 2007 completó su primer libro, una novela autobiográfica titulada Impostor: Or Whatever Happened to Richard Beymer?..

## Filmografía seleccionada
- Estación Termini (1953)
- So Big (1953)
- Johnny Tremain (1957)
- The Diary of Anne Frank (1959)
- High Time (1960)
- West Side Story (1961)
- Bachelor Flat (1962)
- Five Finger Exercise (1962)
- Hemingway's Adventures of a Young Man (1962)
- The Longest Day (1962)
- The Stripper (1963)
- Cross Country (1983)
- Silent Night, Deadly Night 3: Better Watch Out! (1989)
- Danger Island (1992)
- Blackbelt (1992)
- Under Investigation (1993)
- My Girl 2 (1994)
- A Face to Die For (1996)
- Foxfire' (1996)